# Floresta Nacional de Irati
A Floresta Nacional de Irati é uma unidade de conservação brasileira do Bioma Mata Atlântica, situada no município paranaense de Fernandes Pinheiro (PR), sendo controlada pelo Instituto Chico Mendes e integrante do SNUC. A Floresta possui uma área total de 3802,4800 ha onde se desenvolvem atividades de pesquisa, visando proteger a Floresta Ombrófila Mista e fomentar o uso sustentável de seus recursos naturais.

## Criação
Criado pela Portaria nº 559 de 25 de outubro de 1968, a Floresta era anteriormente denominada como Parque Florestal e pertencia ao extinto Instituto Nacional do Pinho, que tinha como objetivo à defesa da produção do pinho.

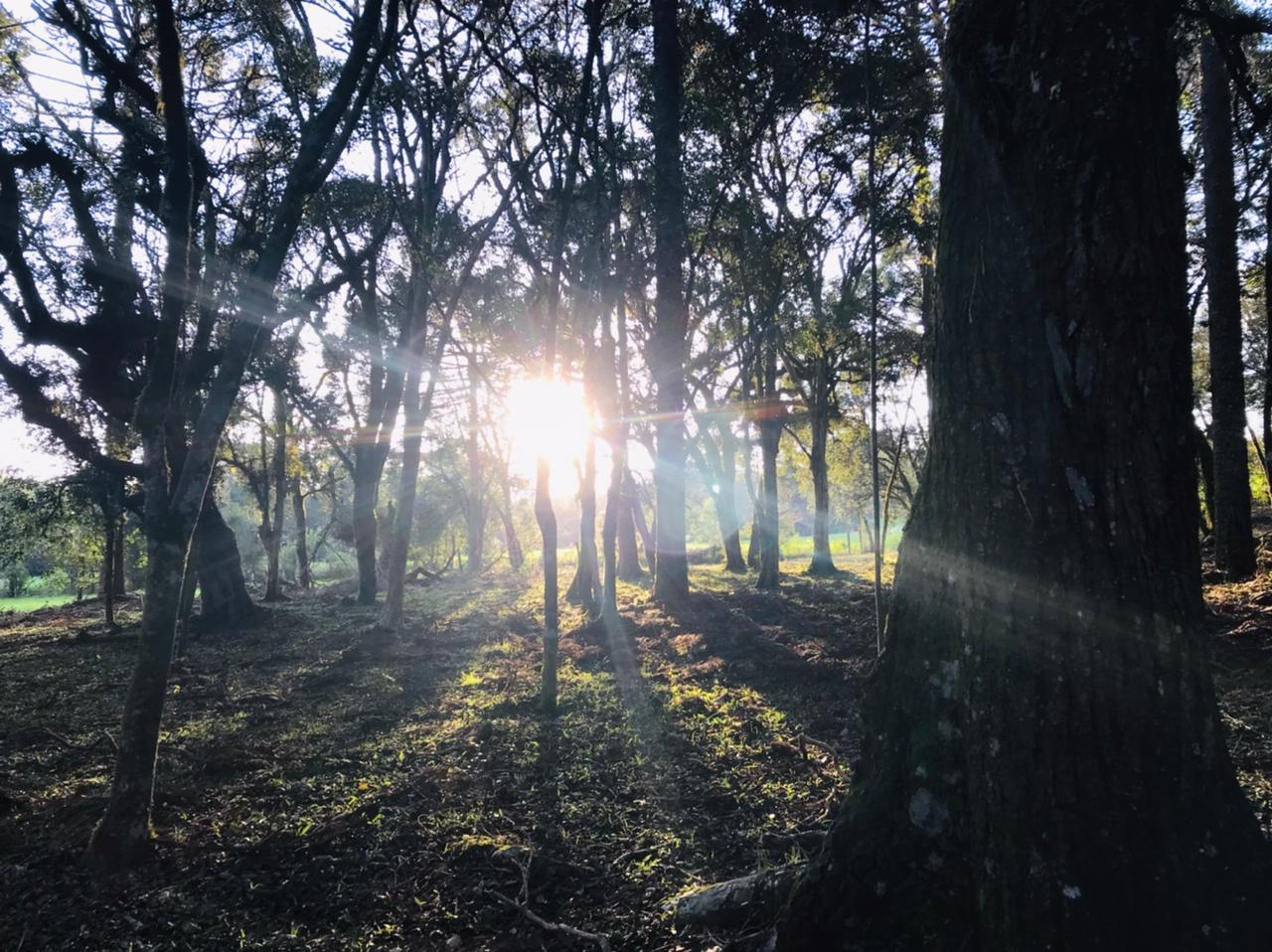
Pôr do sol.
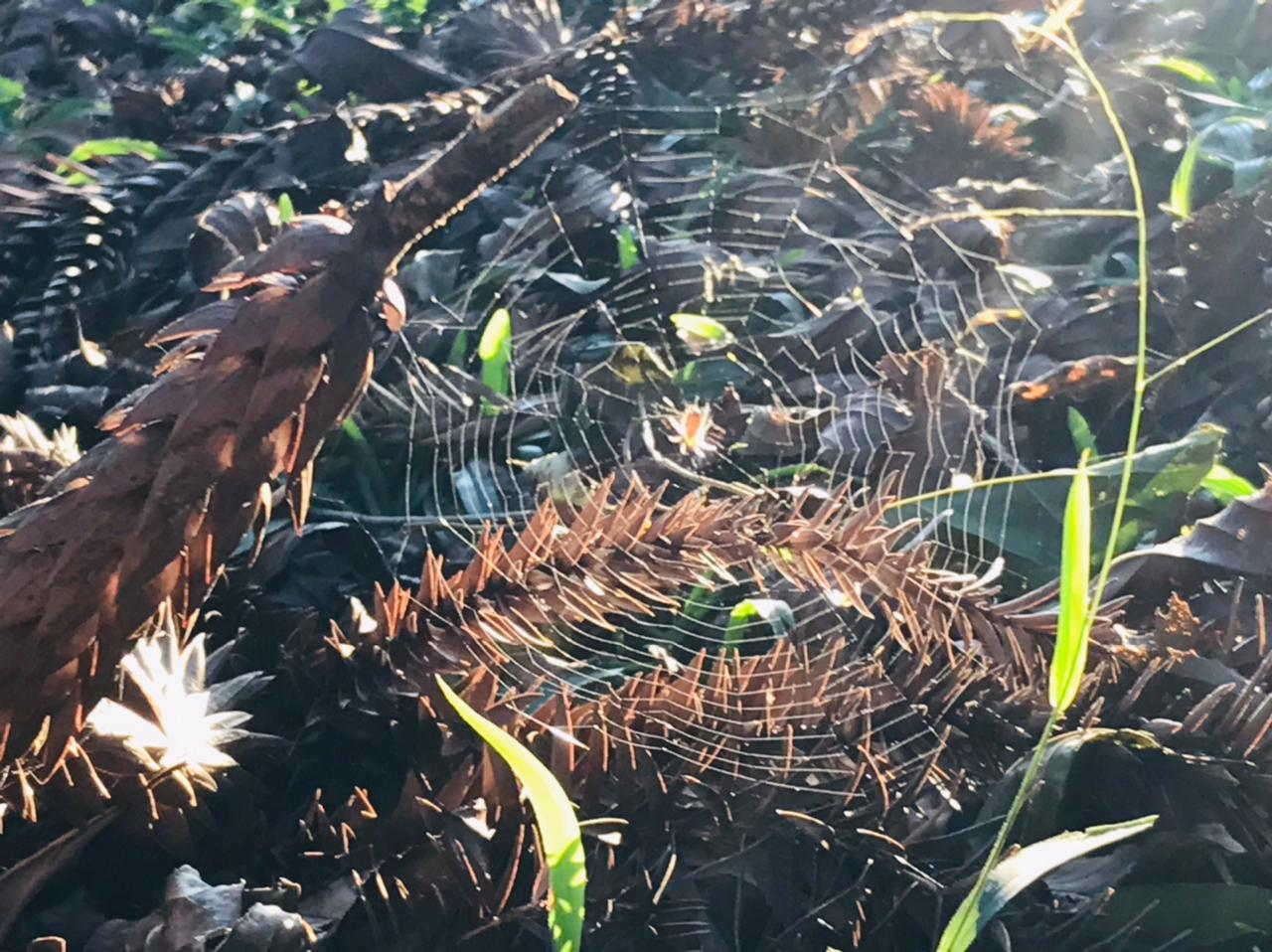
Aranha nas grimpas.
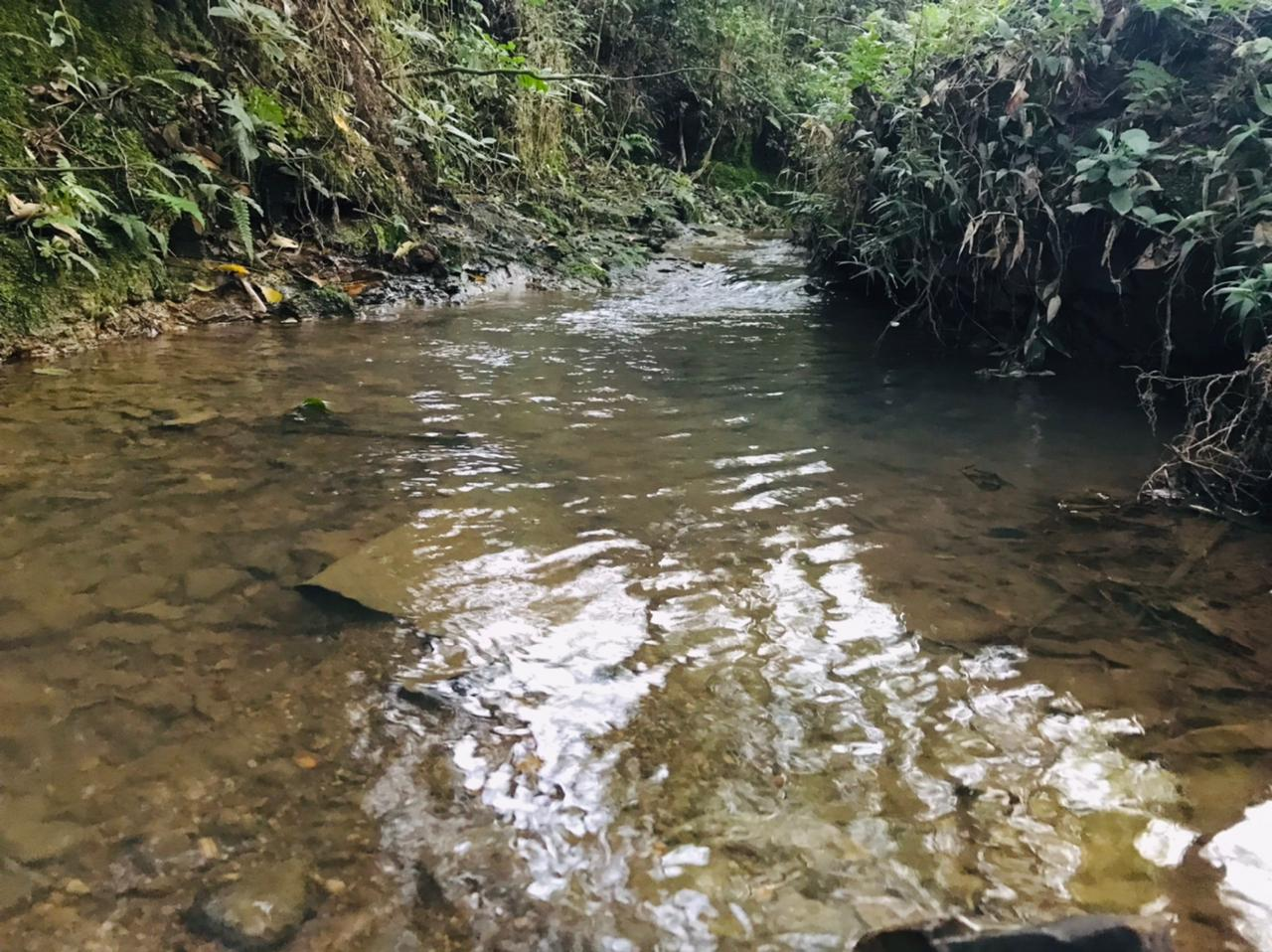
Águas da nascente.
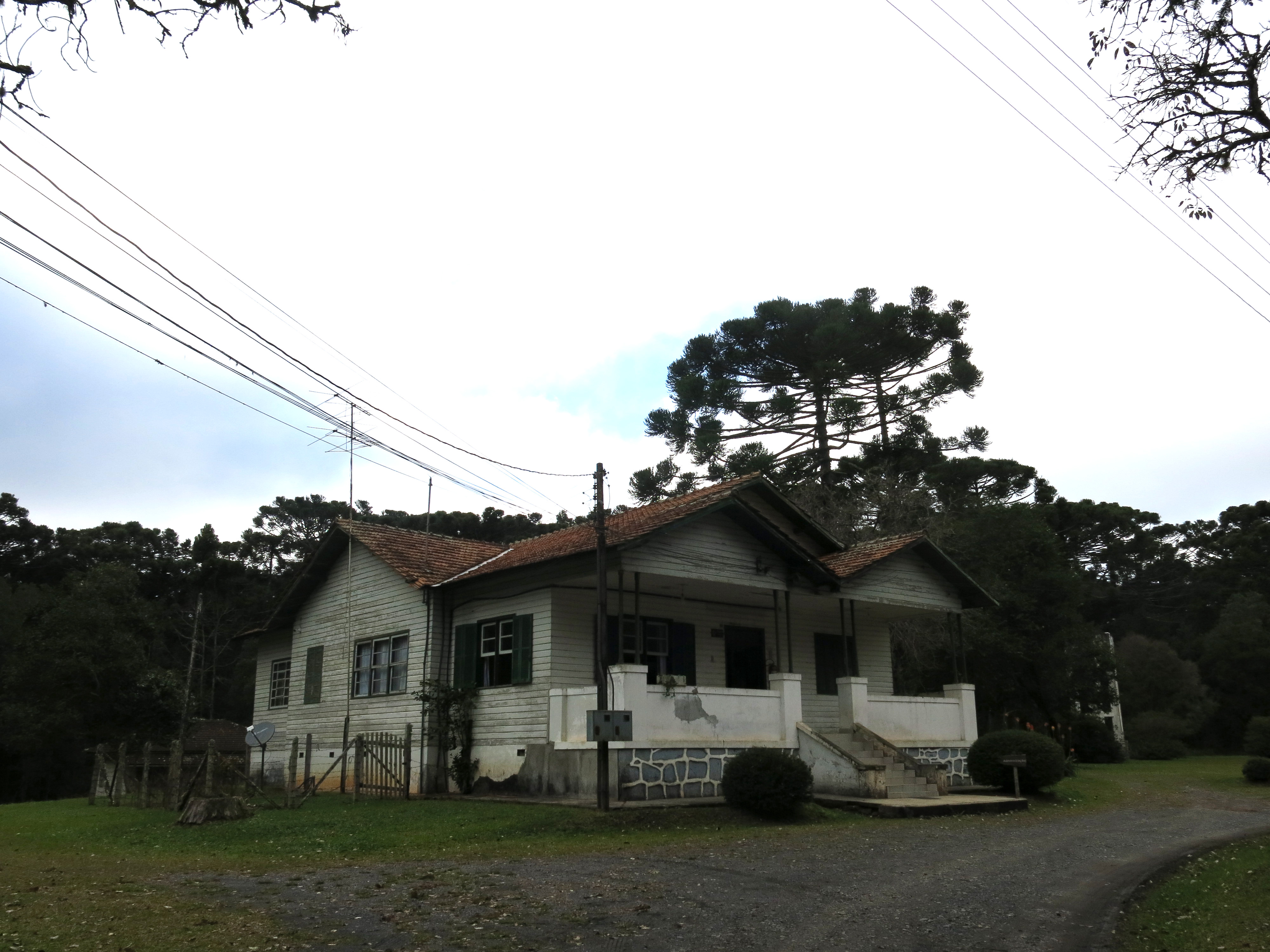
Sede da Administração.
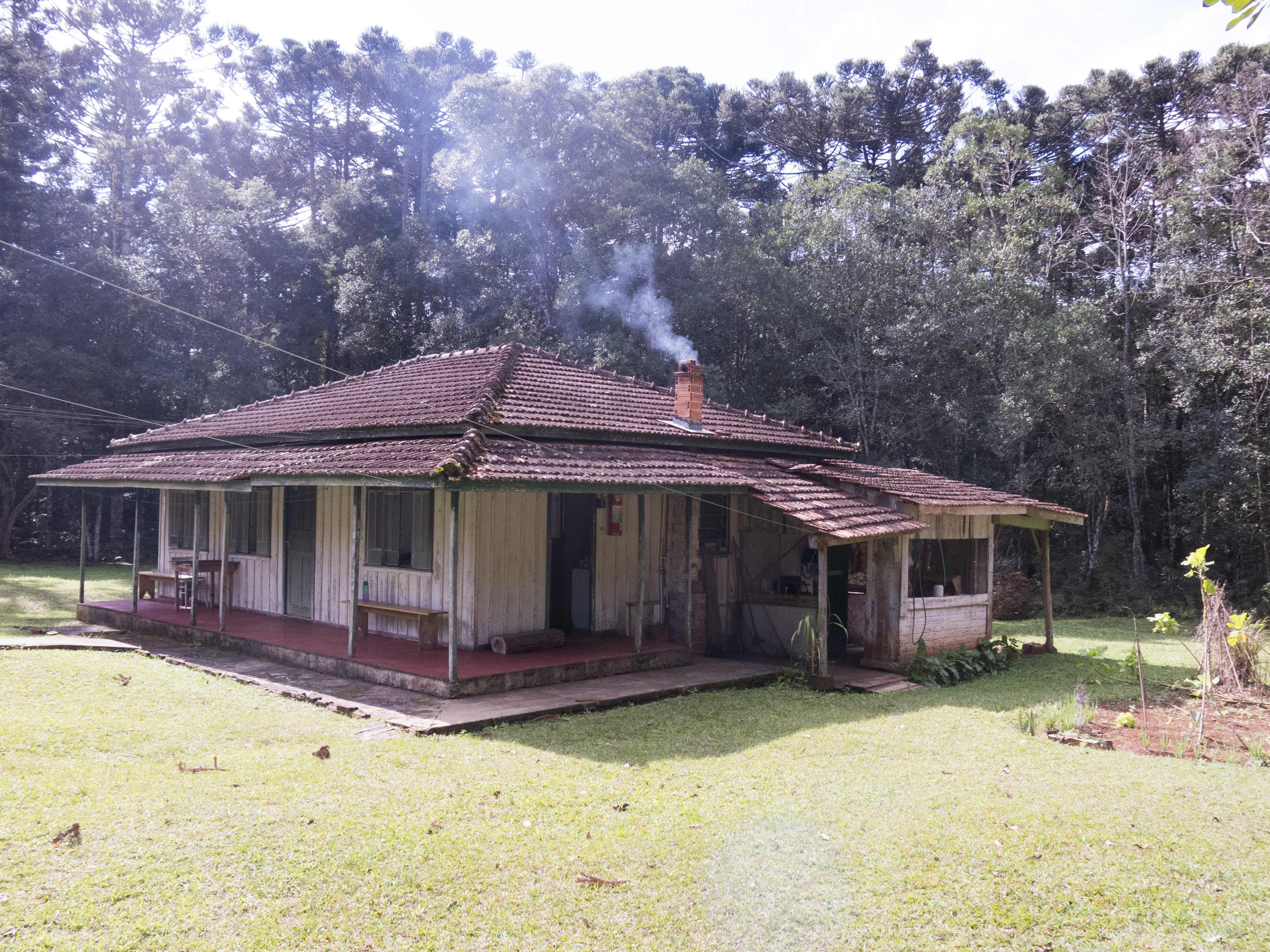
Refeitório.
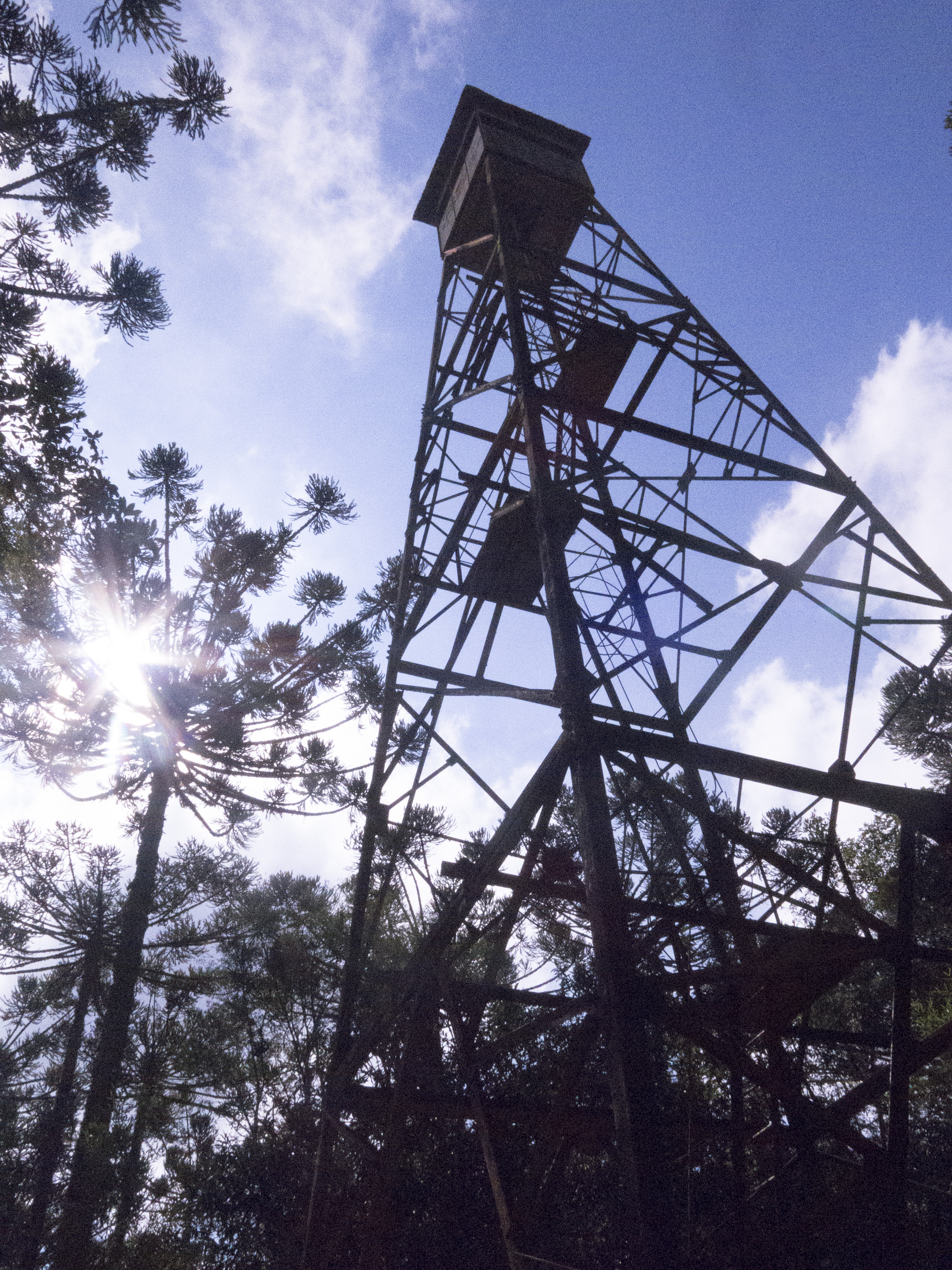
Torre da antiga Brigada de Incêndio.
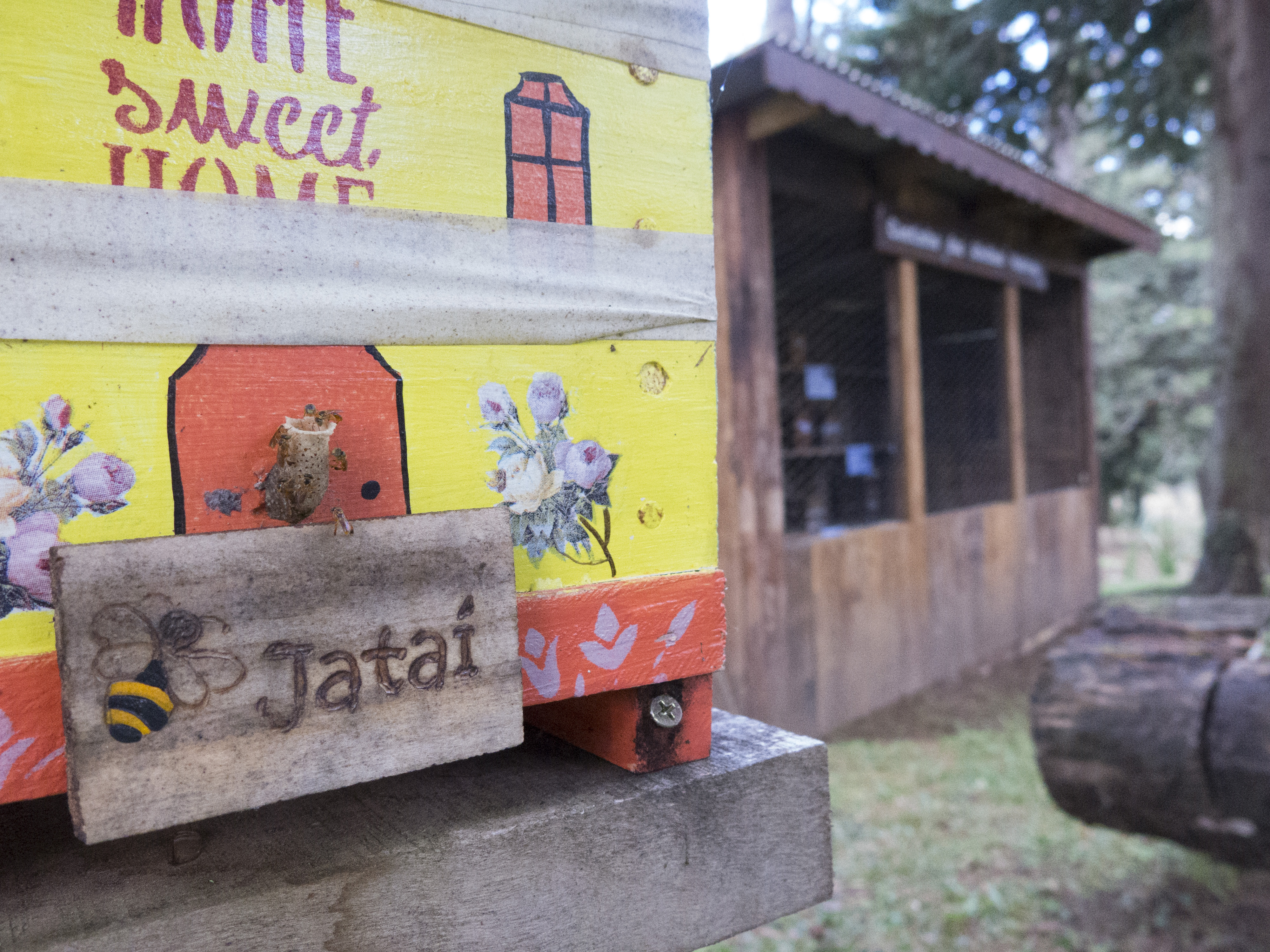
Meliponário.
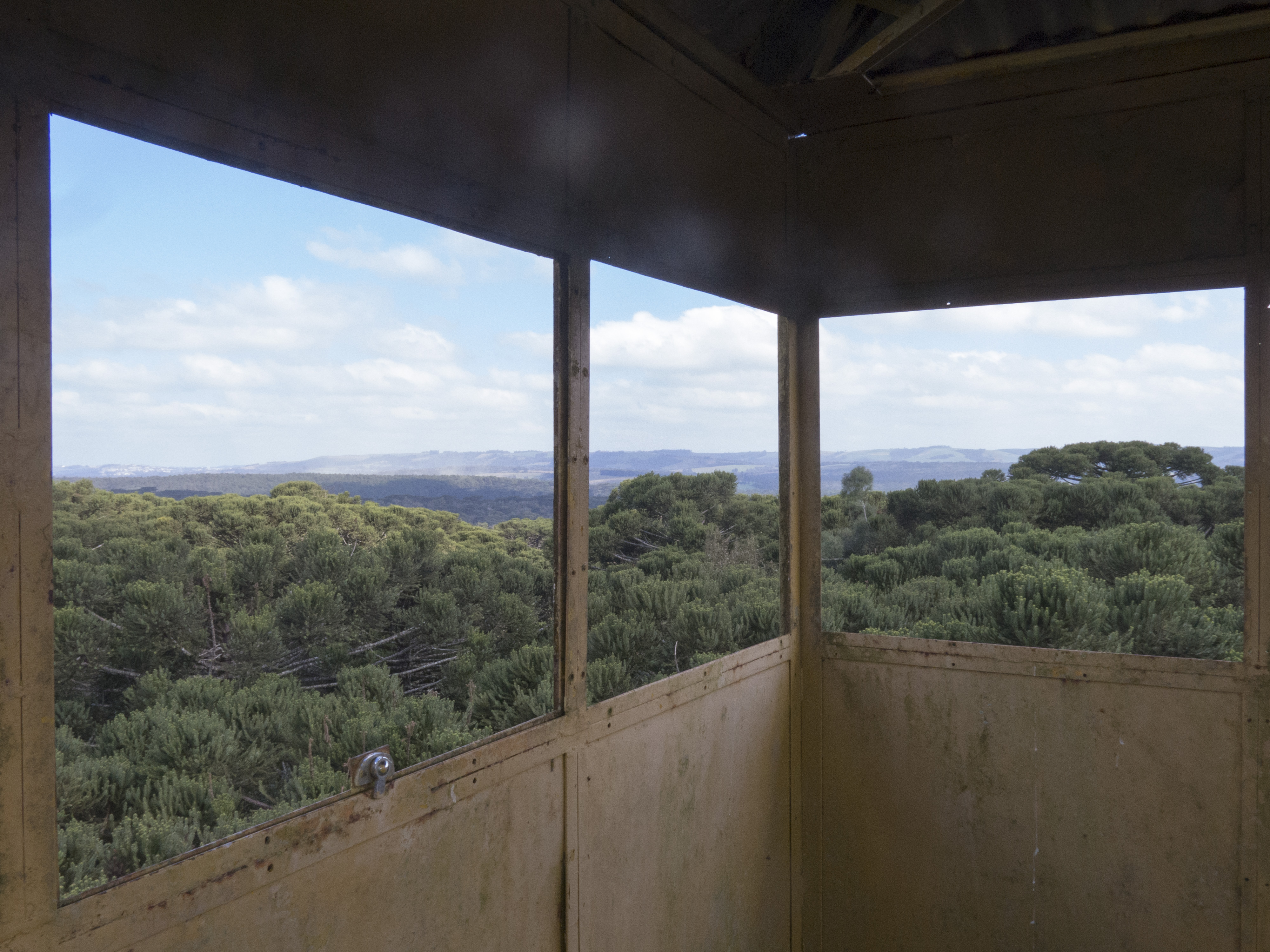
Vista da torre.
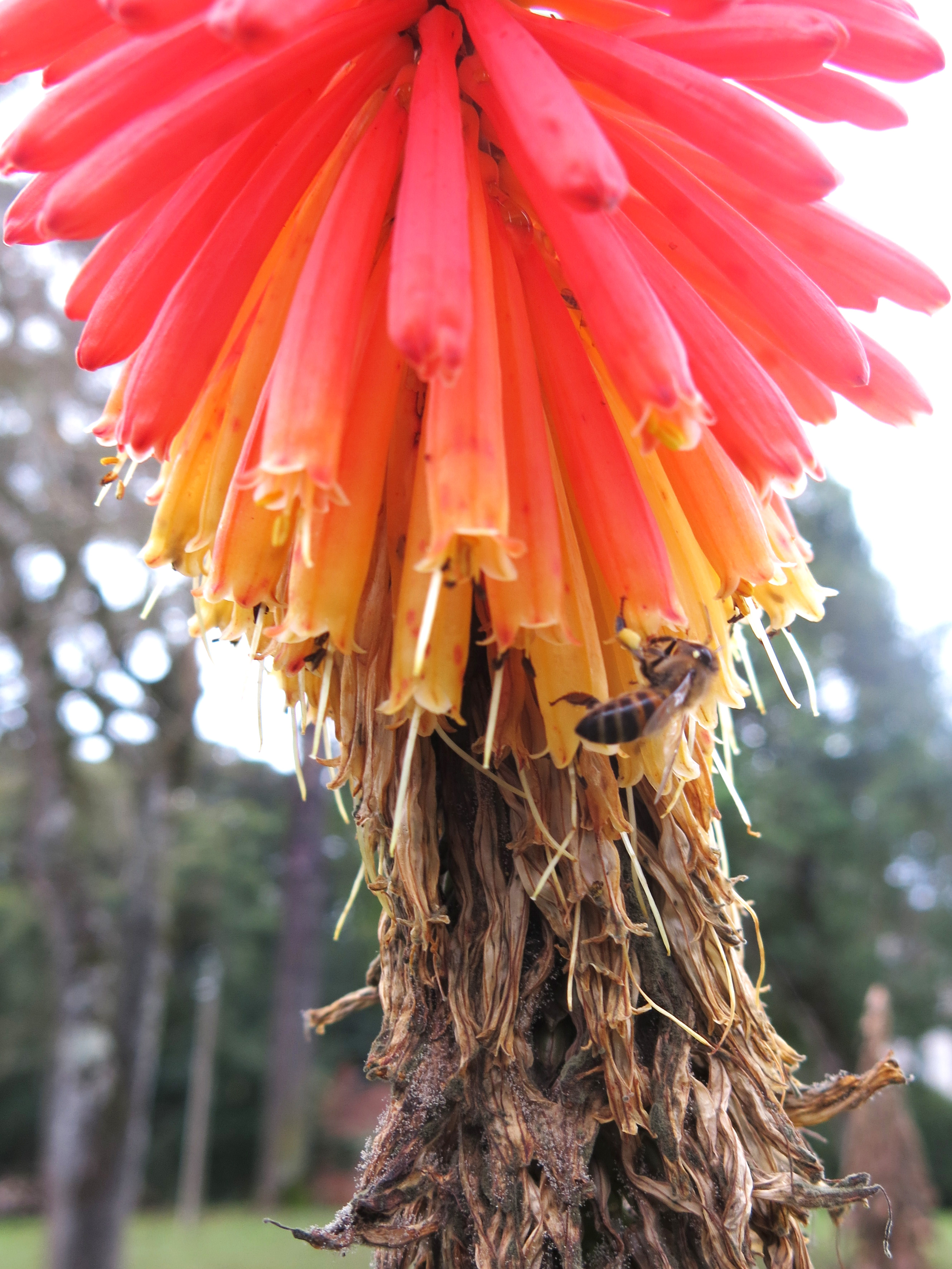
Abelhas nativas.